# Campeonato Piauiense de Futebol de 1994
O Campeonato Piauiense de Futebol de 1994 foi o 54º campeonato de futebol do Piauí. A competição foi organizada pela Federação de Futebol do Piauí (FFP) e o campeão foi o Picos.

## Premiação
| Campeonato Piauiense de Futebol de 1994 |
| Picos                                   |
| --------------------------------------- |
| PICOS Campeão (2º título)               |